# Artur Kotenko
Artur Kotenko, född 20 augusti 1981 i Tallinn, är en estländsk fotbollsmålvakt som spelar för Levadia Tallinn. Han har också spelat för Estlands landslag.

## Karriär
Artur Kotenko kom till Levadia Tallinn 2001 där han under sex år vann Meistriliiga tre gånger. Under 2007 blev han petad då han inte ville förlänga kontraktet och skrev då på för norska Sandnes Ulf. Sandnes Ulf åkte ur OBOS-ligaen och en klausul i kontraktet gjorde att han då kunde lämna gratis. Efter att provspel med Nottingham Forest så hamnade Kotenko till slut i Viking FK.
I Viking blev Kotenko andramålvakt bakom Thomas Myhre, och i debuten så blev han utvisad efter bara 24 minuters spel.
Artur Kotenko spelade senare i AEP Paphos, Ravan Baku, FF Jaro och Dnepr Mogilev innan han skrev på för Shakhtyor Soligorsk 2014. Där vann han under sin första säsong Vitryska cupen och blev efter säsongen utsedd till årets målvakt i Vyssjaja Liga. I februari 2017 återvände Kotenko till Estland för spel i Trans Narva.

## Meriter
Levadia Tallinn
- Meistriliiga: 2004, 2006, 2007
- Estländska cupen: 2004, 2005, 2007
- Estländska supercupen: 2001

Shakhtyor Soligorsk
- Vitryska cupen: 2014